# Syzeuctus catagraphus
Syzeuctus catagraphus är en stekelart som först beskrevs av Tosquinet 1896.  Syzeuctus catagraphus ingår i släktet Syzeuctus och familjen brokparasitsteklar. Inga underarter finns listade i Catalogue of Life.